# Univers 1981
Univers 1981 est une anthologie de dix-sept nouvelles de science-fiction publiées entre 1974 et 1981, sélectionnées par Jacques Sadoul.
L'anthologie est la 21e de la série Univers qui compte trente ouvrages. Elle ne correspond pas à un recueil qui serait déjà paru aux États-Unis ; il s'agit d'un recueil inédit de nouvelles, édité pour le public francophone. Quatre des nouvelles avaient été publiées dans la revue Omni ; deux nouvelles sont de George R. R. Martin.
L'anthologie  (ISBN 2-277-21208-3) a été publiée en juin 1981 aux éditions J'ai lu dans la collection Science-fiction (no 1208). L'image de couverture a été réalisée par Frank Frazetta.

## Critique littéraire
L'anthologie a fait l'objet d'une critique littéraire par Pascal J. Thomas dans la revue française Fiction, octobre 1981, n° 322.

## Première partie: nouvelles

### Sonate sans accompagnement
- Auteur : Orson Scott Card.
- Titre original : Unaccompanied Sonata.
- Publication : Omni, mars 1979.
- Situation dans l'anthologie : pages 13 à 38.
- Traduction : Michel Deutsch.
- Résumé :
- Liens externes : 
  - Notice sur Noosfère
  - Notice sur iSFdb

### Notre-Dame des Sauropodes
- Auteur : Robert Silverberg.
- Titre original : Our Lady of the Sauropods.
- Publications : 
  - première publication : Omni, septembre 1980
  - nouvelle aussi publiée dans l'anthologie Les Jeux du Capricorne.
- Distinction : la nouvelle a été retenue (avec quatre autres nouvelles) comme finaliste du prix Hugo de la meilleure nouvelle courte 1981, mais n'a pas reçu le prix.
- Situation dans l'anthologie : pages 39 à 60.
- Traduction : Jacques Chambon.
- Résumé : 
  - Dans un futur indéterminé, les humains ont créé des stations orbitales géantes. Dans l'une d'elles a été reconstitué un parc à dinosaures intitulé Dino Parc : avec l'ADN extraite de sauriens congelés ou de pierre, on a reconstitué des dinosaures qu'on a placés dans ce parc. La narratrice, prénommée Anne, vient de la station Habitat Vronsky. Son vaisseau spatial ayant subi une importante avarie, elle est bloquée sur Dino Parc jusqu'à ce que quelqu'un remarque son absence et s'inquiète. Elle n'a sur elle aucune arme ni aucun instrument d'aucune sorte. Comment faire pour survivre plusieurs semaines, peut-être plusieurs mois, sur cette station orbitale interdite aux visites ?
  - Les premiers jours, elle se cache et ne mange pas. Au fil des jours, elle commence à faire la distinction entre les dinosaures herbivores et carnivores. Mais elle trouve chaque matin, auprès d'elle, des fruits et des œufs : qui les a placés là ? Finalement, elle se rend compte que les dinosaures la nourrissent ! Au fil du temps, elle entre en contact psychiquement avec les dinosaures et comprend que ce sont des animaux très intelligents, qui savent développer une forme de civilisation, notamment par des contacts télépathiques. Enfin un de ses collègues de travail, Saber, qu'elle soupçonne d'avoir saboté son vaisseau spatial afin qu'elle se fasse dévorer par les sauriens, vient au Dino Parc, pour « secourir sa collègue et découvrir son cadavre ». Il n'a pas le temps d'être stupéfait de constater qu'elle est vivante : Anne le fait dévorer par un tyrannosaure et s'empare de son vaisseau.
  - Elle a compris que les Dinosaures sont les vrais maîtres de la Terre. Après une éclipse de 65 millions d'années, il est grand temps qu'il recouvrent leur liberté et la place qui doit être la leur. « Je suis celle qu'ils ont choisie. Je suis le véhicule. Je suis le moteur de leur renaissance, la bien-aimée, l'indispensable. Notre-Dame des Sauropodes, c'est moi, leur sainte, leur prophétesse, leur prêtresse. Est-ce de la démence ? Oui, c'est de la démence. Pourquoi nous autres, petites créatures velues, sommes-nous venues à l'existence ? Je le sais à présent. C'est pour que nous puissions, grâce à notre technologie, rendre possible le retour des grands parmi les grands. Ils ont péri injustement. Grâce à nous, les voilà ressuscités à bord de ce petit globe flottant dans l'espace. (…) J'étends les bras en direction des puissantes créatures qui m'entourent. Je sens leur force, leur énergie, leur harmonie. Je ne fais qu'un avec elles, et elles avec moi. La Grande Race est de retour, et je suis sa prêtresse. Malheur aux velus ! ».
- Liens externes :
  - Notice sur Noosfère
  - Notice sur iSFdb

### Un don de prophétie
- Auteur : C. J. Cherryh.
- Titre original : A Gift of Prophecy.
- Publication : 1987.
- Situation dans l'anthologie : pages 81 à 104.
- Traduction : Brigitte Ariel.
- Résumé :
- Liens externes : 
  - Notice sur Noosfère
  - Notice sur iSFdb

### L'As de l'autogyro
- Auteur : Jerry A. California[2].
- Publication : première publication dans la présente anthologie.
- Situation dans l'anthologie : pages 105 à 116.
- Traduction :
- Résumé :
- Liens externes : 
  - Notice sur Noosfère
  - Notice sur iSFdb

### Femme fatale
- Auteur : Marianne Leconte.
- Publication : New Terrors Two, 1980[3].
- Situation dans l'anthologie : pages 117 à 129.
- Résumé :
- Liens externes : 
  - Notice sur Noosfère
  - Notice sur quarante-deux.org
  - Notice sur iSFdb

### Nous les Achetés
- Auteur : Frederik Pohl.
- Titre original : We Purchased People.
- Publication : Final Stage : The Ultimate Science Fiction Anthology, anthologie composée par Edward L. Ferman et Barry N. Malzberg, 1974.
- Situation dans l'anthologie : pages 130 à 148.
- Traduction : Jean-François Kresser.
- Résumé :
- Liens externes : 
  - Notice sur Noosfère
  - Notice sur iSFdb

### Dans les profondeurs de la mer repose le sombre Léviathan
- Auteur : Scott Baker.
- Titre original : Full Fathom Deep Leviathan Lives.
- Publication : première publication dans la présente anthologie.
- Situation dans l'anthologie : pages 163 à 187.
- Traduction : Brigitte Ariel.
- Résumé :
- Liens externes : 
  - Notice sur Noosfère
  - Notice sur iSFdb

### La Mère emmurée
- Auteurs : Sylviane Corgiat et Bruno Lecigne.
- Publication : première publication dans la présente anthologie.
- Situation dans l'anthologie : pages 188 à 211.
- Résumé :
- Liens externes : 
  - Notice sur Noosfère
  - Notice sur iSFdb

### Par la croix et le dragon
- Auteur : George R. R. Martin.
- Titre original : The Way of Cross and Dragon.
- Publication : Omni, juin 1979.
- Situation dans l'anthologie : pages 212 à 237.
- Traduction : Brigitte Ariel.
- Résumé :
- Liens externes : 
  - Notice sur Noosfère
  - Notice sur iSFdb

### Adieu douleur
- Auteur : Robert Sheckley.
- Titre original : Good-by Forever to Mr. Pain.
- Publication : Destinies, janvier-février 1979.
- Situation dans l'anthologie : pages 238 à 245.
- Traduction : Eric Cowen.
- Résumé :
- Liens externes : 
  - Notice sur Noosfère
  - Notice sur iSFdb

### Le Savant Plaisir
- Auteur : Georges Panchard.
- Publication : première publication dans la présente anthologie.
- Remarque : nouvelle parue ultérieurement dans Les Mosaïques du temps.
- Situation dans l'anthologie : pages 246 à 276.
- Résumé : 
  - Jay Berenson (dont on n'apprendra l'identité exacte qu'à la fin de la nouvelle), pratique « le Vol ». Il s'agit de s'élancer dans le vide, nu, depuis un perchoir, sous l'œil des caméras et des spectateurs, avides de voir un homme s'élancer dans le vide et risquer de se tuer. Si on réussit, on est un héros ; si on rate, on s'écrase au sol, restant paraplégique. Ou mort.
  - Le narrateur, lui, avait sauté à 29 m. Un rival inattendu, Lundgren, a sauté 34 m. Le narrateur a prévu de sauter le 11 septembre depuis 35 m. Il s'est grièvement blessé, a été reconstruit ; son corps porte prothèses et vis, mais il est vivant. Lundgren, quelques mois après, saute de 41 mètres ! Que faire ?
  - Le narrateur se dirige vers une falaise. Il va sauter de 440 ou 450 m ; ce sera le plus beau Vol de sa vie. Les trois dernières phrases de la nouvelle précisent : « Je ne sais pas par quelle figure commencer. Il va falloir que je me décide. JE VOLE. »
- Liens externes :
  - Notice sur Noosfère
  - Liste des publications, selon iSFdb

### L'Implant-R
- Auteur : Dan Henderson.
- Titre original : Carruther's last stand.
- Publication : 1978.
- Situation dans l'anthologie : pages 287 à 324.
- Traduction : France-Marie Watkins.
- Résumé :
- Liens externes : 
  - Notice sur Noosfère
  - Notice sur iSFdb

### L'Aventure du voyageur global
- Auteur : Anne Lear.
- Titre original : The adventure of the Global Traveller.
- Publication : 1979.
- Situation dans l'anthologie : pages 325 à 336.
- Traduction : Eric Cowen.
- Résumé :
- Liens externes : 
  - Notice sur Noosfère
  - Notice sur iSFdb

### La Femme qui attendait
- Auteur : Lisa Tuttle.
- Titre original : Woman waiting.
- Publication : Lone Star Universe, anthologie composée par Geo W. Proctor et Steven Utley, éd. Heidelberg Publishers, 1976.
- Situation dans l'anthologie : pages 337 à 364.
- Traduction : Brigitte Ariel.
- Résumé :
- Liens externes : 
  - Notice sur Noosfère
  - Notice sur iSFdb

### Le Théâtre de marionnettes
- Auteur : Gene Wolfe.
- Titre original : The Toy Theater.
- Publication : Orbit 9, anthologie composée par Damon Knight, éd. Putnam's Sons, octobre 1971.
- Situation dans l'anthologie : pages 365 à 373.
- Traduction : Mimi Perrin.
- Résumé :
- Liens externes : 
  - Notice sur Noosfère
  - Notice sur iSFdb

### Show effroi
- Auteur : Richard D. Nolane.
- Publication : première publication dans la présente anthologie.
- Situation dans l'anthologie : pages 374 à 381.
- Remarque : homophonie avec « Chaud et Froid ».
- Résumé :
- Liens externes : 
  - Notice sur Noosfère
  - Notice sur iSFdb

### Rois des sables
- Auteur : George R. R. Martin.
- Titre original : Sandkings.
- Publication : Omni, août 1979. .
- Situation dans l'anthologie : pages 391 à 445.
- Traduction : Brigitte Ariel.
- Résumé :
- Liens externes : 
  - Notice sur Noosfère
  - Notice sur iSFdb

## Partie thématique et encyclopédique

### Éditorial
- Vol au-dessus d'un nid de S-F, éditorial de Jacques Sadoul : pages 10 à 12.

### Entretiens
- Entretien (1980) avec Philip K. Dick, par Charles Platt (en) : pages 61 à 80.
- Entretien (1980) avec Alfred Bester, par Charles Platt : pages 149 à 162.
- Entretien (1980) avec Norman Spinrad, par Charles Platt : pages 277 à 286.
- Entretien (1980) avec Samuel R. Delany, par Charles Platt : pages 382 à 390.